# Aldehuela de Jerte
Aldehuela de Jerte is een gemeente in de Spaanse provincie Cáceres in de regio Extremadura. Aldehuela de Jerte heeft 374 inwoners (1 januari 2016).

## Geografie
Aldehuela de Jerte heeft  een oppervlakte van 12 km² en grenst aan de gemeenten Carcaboso, Galisteo en Plasencia.

## Burgemeester
De burgemeester van Aldehuela de Jerte is Álvaro Jiménez Martín.

## Demografische ontwikkeling
Bron: INE, 1857-2011: volkstellingen